# Corrado Catalano
Corrado Catalano (Roma, 23 de junio de 1968) es un expiloto de motociclismo italiano, que compitió en el Mundial de motociclismo entre 1987 y 1993.

## Biografía
Catalano debutaría en el mundo de la velocidad en 1984 al participar en los campeonatos italianos de velocidad. En 1987, fue elegido por el equipo italiano para el Campeonato Europeo de 125cc, alcanzando el segundo lugar final con MBA. Ese mismo año también participó en dos pruebas del campeonato mundial. En Monza, obtuvo un excelente noveno lugar, y en Donington Park, donde cae en el tramo final mientras estaba en segunda posición.
En 1988, realizó su primera temporada completa en el Mundial. Ese año consiguió el único podio de su carrera con un tercer puesto en el Gran Premio de Francia. En 1989, da el salto al cuarto de litro, pero esta vez montando la Gazzaniga 125 GP italiana, una moto artesana con un motor decididamente frágil. El resultado es una vigésima novena posición en la general. El año siguiente llega la buena oportunidad y Corrado participa en el campeonato de 250 con una Honda NS. Pero los resultados son desalentadores y no consigue los resultados previstos.
En 1992, da el salto a 500 cc con la motocicleta privada de Roc-Yamaha. El piloto empiezo a estar en zona de puntos aunque acabó la decimonovena posición de la general. En 1993, Roc-Yamaha decidió participar oficialmente en el campeonato mundial con una moto altamente competitiva, con Corrado como piloto.
Lamentablemente, sin embargo, 1993 también sería el año del terrible accidente en Alemania que pondrá fin a su carrera. El piloto italiano cayó en una curva y fue resbalando por el asfalto detrás de su moto hasta que ésta chocó con las balas de paja y el carenado le arrancó el casco. Catalano fue trasladado inmediatamente al Hospital de Manheim, donde fue operado de un coágulo en el cerebro. Después de 25 días en coma, empezó una fase de recuperación de año y medio que le permitió volver a hacer una vida normal aunque tuvo que abandonar su carrera como piloto.

## Resultados en el Campeonato del Mundo
Sistema de puntuación desde 1969 hasta 1987:
| Posición | 1.º | 2.º | 3.º | 4.º | 5.º | 6.º | 7.º | 8.º | 9.º | 10.º |
| Puntos   | 15  | 12  | 10  | 8   | 6   | 5   | 4   | 3   | 2   | 1    |

Sistema de puntuación desde 1988 hasta 1991:
| Posición | 1.º | 2.º | 3.º | 4.º | 5.º | 6.º | 7.º | 8.º | 9.º | 10.º | 11.º | 12.º | 13.º | 14.º | 15.º |
| Puntos   | 20  | 17  | 15  | 13  | 11  | 10  | 9   | 8   | 7   | 6    | 5    | 4    | 3    | 2    | 1    |

Sistema de puntuación en 1992:
| Posición | 1.º | 2.º | 3.º | 4.º | 5.º | 6.º | 7.º | 8.º | 9.º | 10.º |
| Puntos   | 20  | 15  | 12  | 10  | 8   | 6   | 4   | 3   | 2   | 1    |

Sistema de puntuación de 1993 hasta 2022:
| Posición | 1.º | 2.º | 3.º | 4.º | 5.º | 6.º | 7.º | 8.º | 9.º | 10.º | 11.º | 12.º | 13.º | 14.º | 15.º |
| Puntos   | 25  | 20  | 16  | 13  | 11  | 10  | 9   | 8   | 7   | 6    | 5    | 4    | 3    | 2    | 1    |

### Carreras por año
(Carreras en Negrita indica pole position, Carreras en cursiva indica vuelta rápida)
| Año  | Clase | Moto       | 1       | 2       | 3       | 4       | 5       | 6       | 7       | 8       | 9       | 10      | 11      | 12      | 13      | 14      | 15     | Pts. | Pos. |
| ---- | ----- | ---------- | ------- | ------- | ------- | ------- | ------- | ------- | ------- | ------- | ------- | ------- | ------- | ------- | ------- | ------- | ------ | ---- | ---- |
| 1987 | 125cc | MBA        |         |         | GER -   | NAT 9   | AUT -   |         | NED 7   | FRA Ret | GBR Ret | SWE -   | CZE DNS | RSM -   | POR -   |         |        | 6    | 19.º |
| 1988 | 125cc | Aprilia    |         |         | ESP Ret |         | NAT Ret | GER Ret | AUT Ret | NED 8   | BEL Ret | YUG Ret | FRA 3   | GBR Ret | SWE Ret | CZE 4   |        | 36   | 13.º |
| 1989 | 125cc | Gazzaniga  | JPN 18  | AUS Ret |         | ESP DNQ | NAT Ret | GER Ret | AUT 8   |         | NED Ret | BEL Ret | FRA 14  | GBR Ret | SWE DNS | CZE Ret |        | 10   | 29.º |
| 1990 | 250cc | Aprilia    | JPN -   | USA -   | ESP Ret | NAT 13  | GER DNS | AUT DNS | YUG 13  | NED Ret | BEL 12  | FRA Ret | GBR -   | SWE -   | CZE Ret | HUN -   | AUS -  | 10   | 26.º |
| 1991 | 250cc | Honda      | JPN Ret | AUS Ret | USA 24  | ESP Ret | ITA Ret | GER Ret | AUT 15  | EUR Ret | NED Ret | FRA Ret | GBR Ret | RSM 22  | CZE Ret | VDM Ret | MAL 16 | 1    | 39.º |
| 1992 | 500cc | Roc Yamaha | JAP 16  | AUS 14  | MAL 9   | SPA 20  | ITA 12  | EUR Ret | ALE Ret | NED 8   | HUN Ret | FRA Ret | GBR Ret | BRA Ret | RSA 12  |         |        | 5    | 19.º |
| 1993 | 500cc | ROC Yamaha | AUS -   | MAL -   | JAP -   | ESP 11  | AUT Ret | ALE Ret | NED -   | EUR -   | RSM -   | GBR -   | CZE -   | ITA -   | USA -   | FIM -   |        | 5    | 31.º |